# Ngandul
Ngandul is een bestuurslaag in het regentschap Sragen van de provincie Midden-Java, Indonesië. Ngandul telt 3711 inwoners (volkstelling 2010).